# Martin Danihelka
Martin Danihelka (* 4. srpna 1978) je bývalý český fotbalista.

## Fotbalová kariéra
V české lize hrál za AFK Atlantic Lázně Bohdaneč. Nastoupil v 8 ligových utkáních. V nižších soutěžích hrál i za SK Pardubice.

## Ligová bilance
| Ročník                          | Zápasy | Góly | Klub                        |
| ------------------------------- | ------ | ---- | --------------------------- |
| 2. česká fotbalová liga 1996/97 | 1      | 0    | SK Pardubice                |
| Gambrinus liga 1997/98          | 8      | 0    | AFK Atlantic Lázně Bohdaneč |
| 2. česká fotbalová liga 1998/99 | 21     | 1    | AFK Atlantic Lázně Bohdaneč |
| 2. česká fotbalová liga 1999/00 | 8      | 0    | AFK Atlantic Lázně Bohdaneč |
| CELKEM 1. česká liga            | 8      | 0    |                             |